# ドライブイン

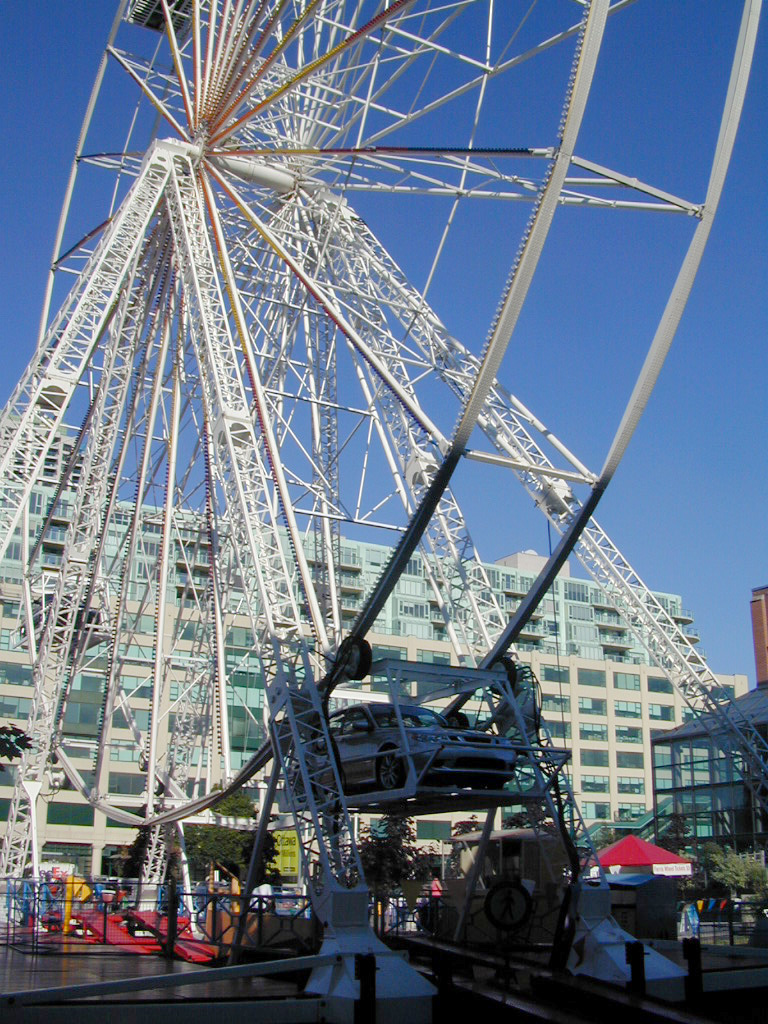
トロントのハーバーフロント地区にあるドライブイン観覧車（2004年）

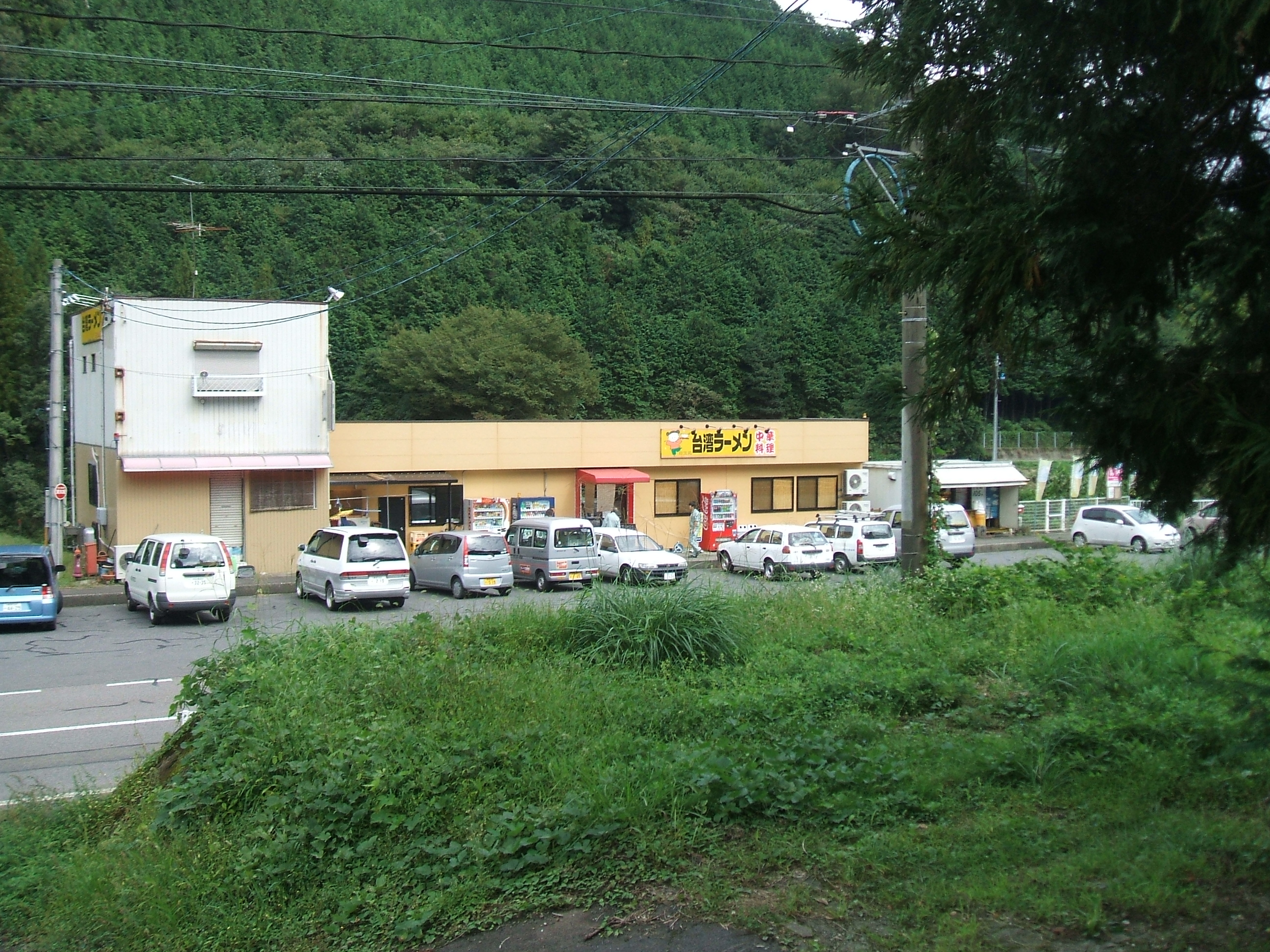
国道156号線沿いの母野ドライブイン（2009年、岐阜県郡上市美並町、母野駅付近）

ドライブイン（英：drive-inまたはdrive-inn）とは、自動車に乗車したままで乗り入れることのできる商業施設のことである。本来はドライバーの休息、食事の店に簡易な宿泊施設を備えたdrive-innが原型で、innは小規模な家族的旅館を意味した。

## 概要
世界初のドライブイン・チェーン店は、1921年にアメリカのテキサス州ダラスに開業した「ピッグ・スタンド（Pig stand）」である。ピッグ・スタンドは客筋をドライバーに特化した点で従来の軽食店と異なっており、カーホップと呼ばれた給仕員を介して客は車から降りることなく注文から決済まで行うことができた。以来、モータリゼーションの発達に伴い、同様の業態のドライブインが全米に普及した。
アメリカ合衆国では車に乗ったままで映画を見られるドライブインシアターのほか、注文から食事までできるファーストフード店や車ごと乗れる観覧車まである。
北アメリカではドライブイン施設は1950 - 1960年代に最盛期を迎え、その後はドライブスルー施設が増えてきた。
日本では、交通量の多い道路脇などに設けられた、駐車場を伴う休憩施設（英語でのrest areaに近い）や商業施設を指すか、もしくは特に幹線道路沿いの駐車場付きレストランのことを示す。

## 日本のドライブイン

### 概要
日本では一般に、街道沿いに位置する駐車場が完備された商業施設のことを指す。高速道路にあるものは、有人無人を問わずパーキングエリア、サービスエリアと呼ばれる。
古くは、街道筋（特に有名観光地に通じるような道路）の食堂、みやげ物店などが店舗ごとに駐車場を用意していた。その多くは貨物トラックの普及に伴う、運転手休憩所として機能しており、ほとんどが食事のみだが、横になって仮眠できるような部屋やシャワーなどを設置するものもあった。なかにはトラック運転手のために交通情報を告知したり、建設省（現在の国土交通省）国道事務所から委属された国道情報連絡所を兼ねた所もあり、緑色台形で「国道情報連絡所」と記載された標識を設置していた。
無人での飲食物提供施設はオートレストランと呼ばれ、自動販売機による飲食物の購入が可能な休憩所として機能するほか、ゲームセンターを併設した有人施設（スタッフが常駐する）の形態をとる場合もある。

### 経緯と現状
トラック輸送の大半が国道から高速道路に移行したこと、国道の多車線化やバイパス化によって中央分離帯が設置され、片側一方向の集客しか見込めないようになったことなどから、廃業やコンビニエンスストアに転業する店舗が増え、ドライブインの数は激減した。
このため、団体旅行客などに集客を依存してきたドライブインは、苦戦を強いられている。
最近では、競争力や集客力を高めるために複合店舗化が進んでおり、トイレと複数の商業施設が広大な駐車場を取り囲むように並ぶものが増えてきている。また、レストランや物販店を備えた公的な休憩施設である「道の駅」が郊外や地方の幹線道路沿いを中心に多く置かれるようになった。都市部から郊外にかけての街道沿いでは、道の駅のほか、長距離輸送の大型トラックや観光バスに向け、特に駐車場を拡大整備したコンビニエンスストア、ファミリーレストラン、ガソリンスタンドが見られ、飲食やトイレ、シャワーなどのサービスを提供するようになっている。
また、減少する中における希少さがインターネットやテレビ番組等で取り上げられ、コアなファンが多く訪れることで、コンスタントに売り上げを出していることも多い。とりわけ群馬県には数が多く、2015年になってから新規出店する例も見られる。希少ではあるが、24時間営業を行うドライブインも存在する。
さらに2018年に放送されたテレビアニメ『ゾンビランドサガ』に登場した「ドライブイン鳥（佐賀県伊万里市）」は、聖地巡礼の一環として訪れる客も増えている。